# AZ Весов
AZ Весов (лат. AZ Librae) — одиночная переменная звезда в созвездии Весов на расстоянии приблизительно 6237 световых лет (около 1912 парсеков) от Солнца. Видимая звёздная величина звезды — от +12,8m до +11,8m.

## Характеристики
AZ Весов — пульсирующая переменная звезда типа RR Лиры (RRAB).